# جناح NACA الحامل

توصيفات الجناح الحامل – 1: خط الرفع الصفري; 2: الطرف الأمامي; 3: دائرة المقدمة; 4: التقعر; 5: السماكة القصوى; 6: الوجه العلوي; 7: الطرف الخلفي; 8: خط التقعر الوسطي; 9: الوجه السفلي

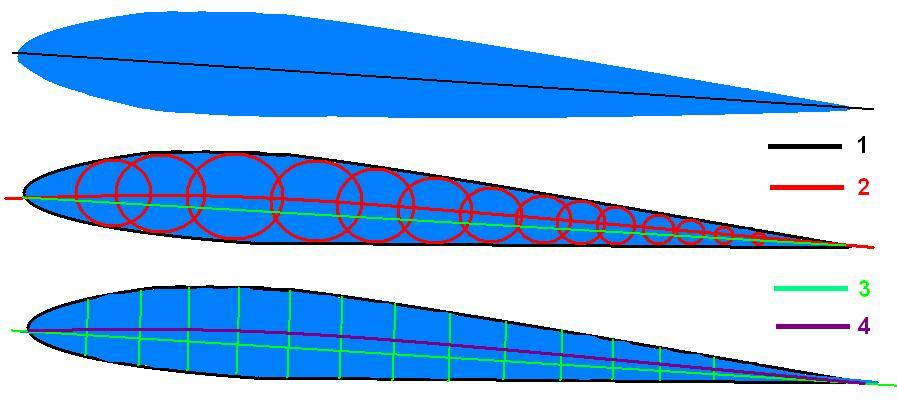
خطوط الشكل الهندسي للجناح الحامل – 1: الوتر, 2: التقعر, 3: الطول, 4: خط الوسط

أجنحة NACA الحاملة هي أشكال للجناح الحامل توظف في أجنحة الطائرات. طورت هذه الأجنحة الحاملة ما كان يعرف ب اللجنة الاستشارية الوطنية للفضاء والتي تعرف اختصارا ب NACA. يتم ترميز شكل جناح NACA الحامل باستخدام سلسلة من الأرقام تلي كلمة NACA (مثلا NACA0012). يمثّل هذا الرمز مواصفات الشكل الهندسي للجناح الحامل، ويمكن بإدخال هذه الأرقام في معادلات معينة توليد شكل المقطع العرضي (أي شكل الجناح الحامل) وحساب مواصفاته.